# Wille Rydman
Wille-Werner Rydman, né le 2 janvier 1986 à Helsinki, est un homme politique finlandais.

## Biographie
Le père de Wille Rydman est Jan Rydman, un influenceur de l'enseignement scientifique finlandais. Le grand-père de Wille Rydman est le compositeur Kari Rydman (fi).
De 2006 à 2008, Wille Rydman étudie les sciences politiques générales à l'Université d'Helsinki et est titulaire d'une maîtrise en sciences politiques.
Dans les années 2007-2009, Wille Rydman travaille d'abord comme assistant parlementaire de Marja Tiura puis de Sampsa Kataja.
En 2010-2011, il est président des jeunes du parti de la Coalition nationale. Au cours des années 2012 et 2013, Wille Rydman travaille comme coordinateur du laboratoire d'idées Libera (fi) et en 2014 comme consultant chez Innolink (fi). À l'automne 2014, il devient secrétaire aux affaires internationales du parti de la Coalition nationale, poste qu'il occupe jusqu'à son élection comme député.

## Carrière politique
Lors des élections législatives finlandaises de 2015, Wille Rydman est élu député du parlement de Finlande lors de sa deuxième tentative avec 4 524 voix, et lors des élections législatives finlandaises de 2019, il est réélu pour un nouveau mandat avec 5 910 voix,,.
Wille Rydman est élu au conseil municipal d'Helsinki lors des élections municipales finlandaises de 2017 avec 2 241 voix, de nouveau lors des élections municipales finlandaises de 2017 avec 3 467 voix et de nouveau lors des élections municipales finlandaises de 2021 avec 3 816 voix, ce qui est le troisième plus grand nombre de votes pour la liste du parti de la Coalition nationale.
Wille Rydman est membre du Conseil de l'éducation d'Helsinki de 2009 à 2015, dont il est vice-président de 2013 à 2015. Il est président de la Commission d'audit d'Helsinki de 2015 à 2017. Il est président du conseil d'administration de l'orchestre philharmonique d'Helsinki de 2013 à 2017, président du conseil de surveillance de Kemijoki Oy de 2015 à 2019 et vice-président du conseil d'administration d'Helen Oy (anciennement Helsingin Energia) et membre du conseil municipal d'Helsinki en 2017-2021.
Wille Rydman est le premier vice-président du conseil municipal d'Helsinki en 2021-2022, le président du conseil d'administration du port d'Helsinki en 2022, membre de la présidence du Conseil nordique en 2015-2022.
Il est aussi membre du conseil de surveillance de Finnvera Oyj en 2019-2023 et membre du conseil d'administration de l'Opéra national de Finlande et du comité d'audit de la Banque nordique d'investissement en 2019-2022.
Le 6 juillet 2023, Wille Rydman est nommé ministre de l'Économie du gouvernement Orpo après la démission de Vilhelm Junnila.
Wille Rydman représentait le kokoomus mais après avoir perdu la confiance de son parti à cause de scandale, il passe au parti des Finlandais en janvier 2023.Selon Wille Rydman, depuis 2017, le parti des Finlandais s'est développé sous la direction de Jussi Halla-aho et Riikka Purra dans une direction qu'il soutient naturellement.

## Scandales

### Harcelèment sexuel
En juin 2022, le quotidien Helsingin Sanomat publie un article dans lequel Rydman est accusé de harcèlement sexuel par plusieurs filles et jeunes femmes, toutes mineures au moment des faits. Les témoignages racontent qu’il utilisait son influence et sa célébrité pour les jeunes femmes, offrait de l’alcool à des mineures et faisait parfois usage de la force,. Dès décembre 2019, une jeune femme avait rapporté des faits de harcèlement à la vice-présidente du parti de l’époque Mari-Leena Talvitie. 
Après la publication de l’article son parti, la Coalition nationale estime que la confiance est rompue entre Kokoomus et Wille Rydman, ce qui conduira ce dernier à changer de parti.

### Racisme
En juillet 2023, est publié un article révélant des messages datant de 2016 entre Wille Rydman et sa compagne d’alors, Amanda Blick, dans lesquels il utilise des propos racistes. Il était à l’époque député de la Coalition nationale. Lorsque son Blick écrit à Rydman que si elle avait un enfant elle aimerait lui donner un nom hébraïque « comme Immanuel », il répond « Nous les nazis on n’aime pas ce genre de trucs juifs ».  Dans d’autres messages il qualifie également les ressortissants du Proche-Orient de « singes » et de « singes du désert ».

## Publications
- (fi) Wille Rydman, Unelmasta painajaiseksi? – Kuinka hyvinvointivaltio syö itse itsensä, Helsinki, Kunnallisalan kehittämissäätiö (KAKS), coll. « Polemia-sarja nro 90 », 2013 (ISBN 978-952-5801-83-5, lire en ligne)

- (fi) Wille Rydman, Salaisuus, jota ei ollut: poikkeusvuosien ja erään sepitteen lyhyt historia, Helsinki, Vapauden vaalijat ry, 2023 (ISBN 978-952-94-7440-0, lire en ligne)